# Anna Scholl
Anna Scholl (* 11. August 1990 in Göppingen) ist eine deutsche Kirchenmusikerin, Organistin und Hochschullehrerin. Sie lehrte vertretungsweise an der Universität für Musik und darstellende Kunst Wien und ist seit 1. Juli 2024 Kantorin an der Marktkirche Halle (Saale).

## Ausbildung
Anna Scholl erlernte das Orgelspiel ab dem 11. Lebensjahr. Sie studierte Orgel, Cembalo, Generalbass/Ensembleleitung, Dirigieren und Kirchenmusik an der Universität der Künste Berlin, der Hochschule für Musik und darstellende Kunst Stuttgart, der Hochschule für Musik und Theater Hamburg und der Schola Cantorum Basiliensis. Dabei lernte sie unter anderem bei Wolfgang Zerer, Andrea Marcon, Jörg Halubek und Annedore Hacker-Jakobi.

## Künstlerisches Schaffen

### Tätigkeit als Kantorin
Von 2017 bis 2023 war Anna Scholl als Organistin an den historischen Orgeln in den Cuxhavener Stadtteilen Altenbruch und Lüdingworth tätig. Seit September 2023 ist Anna Scholl Kantorin an der Evangelischen Pauluskirche in Wien.
Zum 1. Juli 2024 trat Anna Scholl das Amt der Marktkantorin in Halle (Saale) an. Dies wurde am 12. März desselben Jahres bekannt. Sie steht damit in der direkten Nachfolge von KMD Irénée Peyrot. Mit einem Gottesdienst wurde sie am 22. September in ihr Amt eingeführt.

### Tätigkeit als Cembalistin
Im Barockorchester Café International ist Anna Scholl als Cembalistin und Kapellmeisterin tätig.

### Tätigkeit als Dirigentin
Als Gastdirigentin war Anna Scholl in verschiedenen Produktionen am Theater Chemnitz engagiert.

## Lehrtätigkeit
Scholl war Lehrbeauftragte für Cembalo/Generalbass, Aufführungspraxis und Literaturkunde an der Hochschule für Kirchenmusik Heidelberg sowie an der Hochschule für Musik und Darstellende Kunst Stuttgart. Sie unterrichtete ab 2018 an der Universität Antonine in Beirut (Libanon) Cembalo und Generalbass. Zudem gibt Scholl regelmäßig Meisterkurse in den Bereichen Historische Aufführungspraxis, Generalbass, Ensembleleitung und barocke Orgelmusik.
Im Wintersemester 2023/2024 und im Sommersemester 2024 vertrat sie gemeinsam mit Johannes Zeinler die Orgelprofessur von Pier Damiano Peretti an der Universität für Musik und darstellende Kunst Wien.

## Tonträger
- Nomine: Lieblingsstücke Folge 6. Anna Scholl spielt an der Wilde-Schnitger-Orgel in St. Jacobi Lüdingworth (2018)[10]
- Nomine: Lieblingsstücke Folge 7. Anna Scholl spielt Orgelwerke des Barock an der Klapmeyer-Orgel in Altenbruch St. Nicolai (2019)[11]